# Tour de France femminile 2024
Il Tour de France femminile 2024 è stato la terza edizione della manifestazione ciclistica, valido come ventiduesima prova dell'UCI Women's World Tour 2024, si è svolto dal 12 agosto al 18 agosto 2024 su un percorso di 949,7 km, suddiviso in otto tappe, con partenza da Rotterdam, nei Paesi Bassi ed arrivo all'Alpe d'Huez. La vittoria è stata appannaggio della ciclista polacca Katarzyna Niewiadoma, al suo primo successo alla Grande Boucle dopo due terzi posti, che ha completato il percorso in 24h36'07", alla media di 38,595 km/h precedendo le olandesi Demi Vollering e Pauliena Rooijakkers.

## Tappe
| Tappa  | Data      | Percorso                                            | km    | Vincitrice di tappa | Leader cl. generale  |
| ------ | --------- | --------------------------------------------------- | ----- | ------------------- | -------------------- |
| 1ª     | 12 agosto | Rotterdam (NLD) > L'Aia (NLD)                       | 123   | Charlotte Kool      | Charlotte Kool       |
| 2ª     | 13 agosto | Dordrecht (NLD) > Rotterdam (NLD)                   | 69,7  | Charlotte Kool      | Charlotte Kool       |
| 3ª     | 13 agosto | Rotterdam (NLD) > Rotterdam (NLD) Cron. individuale | 6,3   | Demi Vollering      | Demi Vollering       |
| 4ª     | 14 agosto | Valkenburg (NLD) > Liegi (BEL)                      | 122,7 | Puck Pieterse       | Demi Vollering       |
| 5ª     | 15 agosto | Bastogne (BEL) > Amnéville                          | 152,5 | Kata Blanka Vas     | Katarzyna Niewiadoma |
| 6ª     | 16 agosto | Remiremont > Morteau                                | 159,2 | Cédrine Kerbaol     | Katarzyna Niewiadoma |
| 7ª     | 17 agosto | Champagnole > Le Grand-Bornand                      | 166,4 | Justine Ghekiere    | Katarzyna Niewiadoma |
| 8ª     | 18 agosto | Le Grand-Bornand > Alpe d'Huez                      | 149,9 | Demi Vollering      | Katarzyna Niewiadoma |
| Totale | Totale    | Totale                                              | 949,7 |                     |                      |

## Squadre e cicliste partecipanti
| N.      | Cod. | Squadra                        |
| ------- | ---- | ------------------------------ |
| 1-7     | SDW  | Team SD Worx-Protime           |
| 11-17   | CSR  | Canyon-SRAM Racing             |
| 21-27   | DFP  | Team DSM-Firmenich PostNL      |
| 31-37   | LTK  | Lidl-Trek                      |
| 41-47   | AGS  | AG Insurance-Soudal Team       |
| 51-57   | FST  | FDJ-Suez                       |
| 61-67   | TVL  | Team Visma-Lease a Bike        |
| 71-77   | LIV  | Liv AlUla Jayco                |
| 81-87   | LKF  | Laboral Kutxa-Fund. Euskadi    |
| 91-97   | WNT  | Ceratizit-WNT Pro Cycling Team |
| 101-107 | EOC  | EF-Oatly-Cannondale            |

| N.      | Cod. | Squadra                                       |
| ------- | ---- | --------------------------------------------- |
| 111-117 | MOV  | Movistar Team                                 |
| 121-127 | UAD  | UAE Team ADQ                                  |
| 131-137 | FED  | Fenix-Deceuninck                              |
| 141-147 | CWT  | Cofidis Women Team                            |
| 151-157 | HPH  | Human Powered Health                          |
| 161-167 | AUB  | St Michel-P. Home-Auber93                     |
| 171-177 | ARK  | Arkéa-B&B Hotels Women                        |
| 181-187 | LDL  | Lotto Dstny Ladies                            |
| 191-197 | UXT  | Uno-X Mobility                                |
| 201-207 | VWT  | Roland                                        |
| 211-217 | TCW  | Tashkent City Women Professional Cycling Team |

## Dettagli delle tappe

### 1ª tappa
- 12 agosto: Rotterdam (NLD) > L'Aia (NLD) – 123 km

Risultati
| Pos. | Corridore        | Squadra | Tempo    |
| ---- | ---------------- | ------- | -------- |
| 1    | Charlotte Kool   | DSM     | 2h47'40" |
| 2    | Anniina Ahtosalo | Uno-X   | s.t.     |
| 3    | Elisa Balsamo    | Lidl    | s.t.     |

| Pos. | Corridore        | Squadra | Tempo    |
| ---- | ---------------- | ------- | -------- |
| 1    | Charlotte Kool   | DSM     | 2h47'40" |
| 2    | Anniina Ahtosalo | Uno-X   | a 4"     |
| 3    | Elisa Balsamo    | Lidl    | a 6"     |

### 2ª tappa
- 13 agosto: Dordrecht (NLD) > Rotterdam (NLD) – 69,7 km

Risultati
| Pos. | Corridore      | Squadra | Tempo    |
| ---- | -------------- | ------- | -------- |
| 1    | Charlotte Kool | DSM     | 1h32'49" |
| 2    | Lorena Wiebes  | SD Worx | s.t.     |
| 3    | Marianne Vos   | Visma   | s.t.     |

| Pos. | Corridore        | Squadra | Tempo    |
| ---- | ---------------- | ------- | -------- |
| 1    | Charlotte Kool   | DSM     | 4h20'09" |
| 2    | Anniina Ahtosalo | Uno-X   | a 14"    |
| 3    | Lorena Wiebes    | SD Worx | s.t.     |

### 3ª tappa
- 13 agosto: Rotterdam (NLD) > Rotterdam (NLD) – Cronometro individuale – 6,3 km

Risultati
| Pos. | Corridore      | Squadra | Tempo |
| ---- | -------------- | ------- | ----- |
| 1    | Demi Vollering | SD Worx | 7'25" |
| 2    | Chloé Dygert   | Canyon  | a 5"  |
| 3    | Loes Adegeest  | FDJ     | s.t.  |

| Pos. | Corridore      | Squadra | Tempo    |
| ---- | -------------- | ------- | -------- |
| 1    | Demi Vollering | SD Worx | 4h27'54" |
| 2    | Lorena Wiebes  | SD Worx | a 3"     |
| 3    | Chloé Dygert   | Canyon  | a 5"     |

### 4ª tappa
- 14 agosto: Valkenburg (NLD) > Liegi (BEL) – 122,7 km

Risultati
| Pos. | Corridore            | Squadra | Tempo    |
| ---- | -------------------- | ------- | -------- |
| 1    | Puck Pieterse        | Fenix   | 3h12'28" |
| 2    | Demi Vollering       | SD Worx | s.t.     |
| 3    | Katarzyna Niewiadoma | Canyon  | s.t.     |

| Pos. | Corridore            | Squadra | Tempo    |
| ---- | -------------------- | ------- | -------- |
| 1    | Demi Vollering       | SD Worx | 7h40'10" |
| 2    | Puck Pieterse        | Fenix   | a 22"    |
| 3    | Katarzyna Niewiadoma | Canyon  | a 34"    |

### 5ª tappa
- 15 agosto: Bastogne (BEL) > Amnéville  – 152,5 km

Risultati
| Pos. | Corridore            | Squadra  | Tempo    |
| ---- | -------------------- | -------- | -------- |
| 1    | Kata Blanka Vas      | SD Worx  | 3h46'51" |
| 2    | Katarzyna Niewiadoma | Canyon   | s.t.     |
| 3    | Liane Lippert        | Movistar | s.t.     |

| Pos. | Corridore            | Squadra | Tempo     |
| ---- | -------------------- | ------- | --------- |
| 1    | Katarzyna Niewiadoma | Canyon  | 11h27'29" |
| 2    | Kristen Faulkner     | EF      | a 19"     |
| 3    | Puck Pieterse        | Fenix   | a 22"     |

### 6ª tappa
- 16 agosto: Remiremont > Morteau  – 159,2 km

Risultati
| Pos. | Corridore       | Squadra  | Tempo    |
| ---- | --------------- | -------- | -------- |
| 1    | Cédrine Kerbaol | Cerazit  | 4h04'41" |
| 2    | Marianne Vos    | Visma    | a 21"    |
| 3    | Liane Lippert   | Movistar | s.t.     |

| Pos. | Corridore            | Squadra | Tempo     |
| ---- | -------------------- | ------- | --------- |
| 1    | Katarzyna Niewiadoma | Canyon  | 15h32'31" |
| 2    | Cédrine Kerbaol      | Cerazit | a 16"     |
| 3    | Kristen Faulkner     | EF      | a 19"     |

### 7ª tappa
- 17 agosto: Champagnole > Le Grand-Bornand  – 166,4 km

Risultati
| Pos. | Corridore        | Squadra   | Tempo    |
| ---- | ---------------- | --------- | -------- |
| 1    | Justine Ghekiere | AG-Soudal | 4h26'58" |
| 2    | Maëva Squiban    | Arkéa     | a 1'15"  |
| 3    | Demi Vollering   | SD Worx   | a 1'23"  |

| Pos. | Corridore            | Squadra | Tempo     |
| ---- | -------------------- | ------- | --------- |
| 1    | Katarzyna Niewiadoma | Canyon  | 20h00'52" |
| 2    | Puck Pieterse        | Fenix   | a 27"     |
| 3    | Cédrine Kerbaol      | Cerazit | a 37"     |

### 8ª tappa
- 18 agosto: Le Grand Bornand > Alpe d'Huez  – 149,9 km

Risultati
| Pos. | Corridore            | Squadra | Tempo    |
| ---- | -------------------- | ------- | -------- |
| 1    | Demi Vollering       | SD Worx | 4h34'14" |
| 2    | Pauliena Rooijakkers | Fenix   | a 4"     |
| 3    | Évita Muzic          | FDJ     | a 1'01"  |

| Pos. | Corridore            | Squadra | Tempo     |
| ---- | -------------------- | ------- | --------- |
| 1    | Katarzyna Niewiadoma | Canyon  | 24h36'07" |
| 2    | Demi Vollering       | SD Worx | a 4"      |
| 3    | Pauliena Rooijakkers | Fenix   | a 10"     |

## Classifiche finali

### Classifica generale - Maglia gialla
| Pos. | Ciclista             | Squadra   | Tempo     |
| ---- | -------------------- | --------- | --------- |
| 1    | Katarzyna Niewiadoma | Canyon    | 24h36'07" |
| 2    | Demi Vollering       | SD Worx   | a 4"      |
| 3    | Pauliena Rooijakkers | Fenix     | a 10"     |
| 4    | Évita Muzic          | FDJ       | a 1'21"   |
| 5    | Gaia Realini         | Lidl-Trek | a 2'19"   |
| 6    | Cédrine Kerbaol      | Ceratizit | a 2'51"   |
| 7    | Sarah Gigante        | AG-Soudal | a 7'09"   |
| 8    | Lucinda Brand        | Lidl-Trek | a 8'06"   |
| 9    | Juliette Labous      | DSM       | a 8'07"   |
| 10   | Thalita de Jong      | Lotto     | a 8'12"   |

### Classifica a punti - Maglia verde
| Pos. | Ciclista             | Squadra | Punti |
| ---- | -------------------- | ------- | ----- |
| 1    | Marianne Vos         | Visma   | 170   |
| 2    | Lorena Wiebes        | SD Worx | 110   |
| 3    | Katarzyna Niewiadoma | Canyon  | 99    |
| 4    | Demi Vollering       | SD Worx | 85    |
| 5    | Kata Blanka Vas      | SD Worx | 75    |

### Classifica scalatrici - Maglia a pois
| Pos. | Ciclista             | Squadra   | Punti |
| ---- | -------------------- | --------- | ----- |
| 1    | Justine Ghekiere     | AG-Soudal | 46    |
| 2    | Demi Vollering       | SD Worx   | 34    |
| 3    | Puck Pieterse        | Fenix     | 25    |
| 4    | Katarzyna Niewiadoma | Canyon    | 25    |
| 5    | Pauliena Rooijakkers | Fenix     | 23    |

### Classifica giovani - Maglia bianca
| Pos. | Ciclista           | Squadra   | Tempo     |
| ---- | ------------------ | --------- | --------- |
| 1    | Puck Pieterse      | Fenix     | 24h44'35" |
| 2    | Shirin van Anrooij | Lidl-Trek | a 1'07"   |
| 3    | Marion Bunel       | St Michel | a 4'12"   |
| 4    | Neve Bradbury      | Canyon    | a 23'05"  |
| 5    | Maëva Squiban      | Arkéa     | a 38'52"  |

### Classifica a squadre - Numero giallo
| Pos. | Squadra                  | Tempo     |
| ---- | ------------------------ | --------- |
| 1    | Lidl-Trek                | 74h07'21" |
| 2    | FDJ-Suez                 | a 11'52"  |
| 3    | Movistar Team Women      | a 35'09"  |
| 4    | AG Insurance-Soudal Team | a 35'51"  |
| 5    | Arkéa-B&B Hotels Women   | a 45'52"  |